# Haliotis rufescens

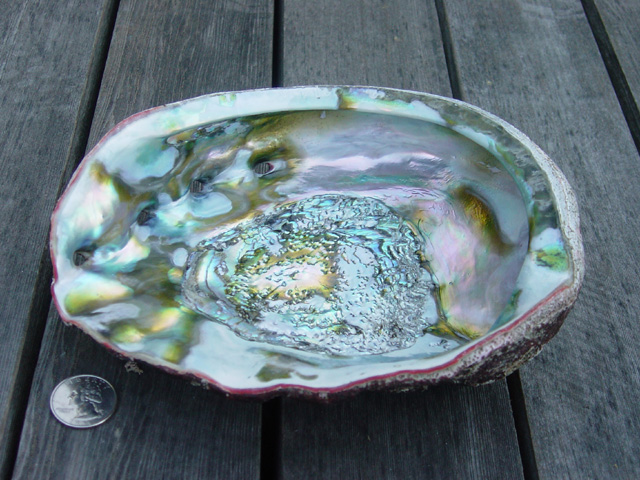
Concha interna de un abalón rojo. La moneda de EE. UU. (cuarto de dólar) mide 23 mm, es decir, algo menos de una pulgada de diámetro.

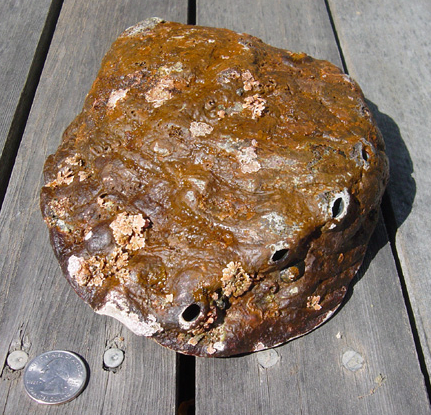
Concha externa del abalón rojo, vista desde el extremo anterior. La moneda mide 23 mm (casi 1 pulgada) de ancho.

Haliotis rufescens (abalón rojo) es una especie grande de caracol marino de la Familia Haliotidae, que comprende a las llamadas orejas de mar, ormer shells o Pāua (maorí).

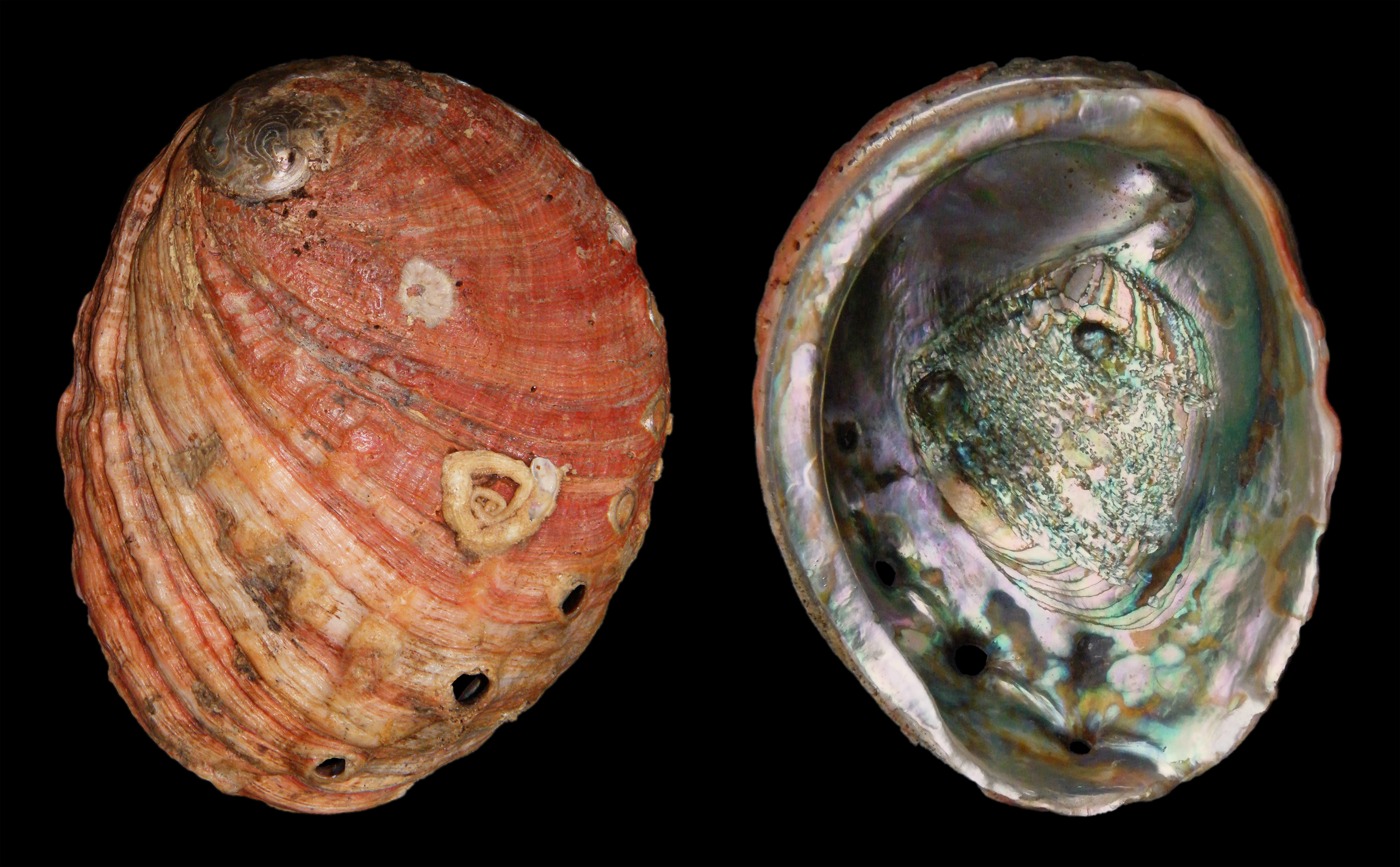
Conchas de abalón rojo (Haliotis rufescens). izquierda: concha externa; derecha: concha interna.

## Distribución geográfica
El abalón rojo es nativo del Océano Pacífico desde la Columbia Británica, en Canadá, hasta Baja California, en México. Es más abundante en la mitad sur de su rango de distribución. Al norte del estado de California, el abalón rojo es el más grande y más común de los abalones encontrados.

### Como especie no nativa
Esta especie es considerada como no nativa, es decir, introducida como especie de cultivo en Perú y Chile. Además de las consecuencias que tienen en los ecosistemas la introducción de especies de moluscos no nativas, Haliotis rufescens es vector para la introducción de poliquetos invasores que atacan a otros moluscos de la zona. A su vez, ocasiona la sobreexplotación de algas para alimentación. Está vinculada a la presencia de la bacteria Xenohaliotis californiensis y probablemente a presencia del protista rizario parasítico Bonamia sp.

## Hábitat
El abalón rojo vive en zonas rocosas con algas. Se alimentan de las especies de algas que crecen en su área de distribución, como el kelp gigante (Macrocystis pyrifera), el kelp boa de plumas (Egregia menziesii) y el alga toro (Nereocystis luetkeana). Los juveniles se alimentan de algas coralinas, bacterias y diatomeas Se encuentran desde la zona intermareal hasta aguas de más de 180 m (590 pies) de profundidad, pero son más comunes entre 6 y 40 m (20 y 131 pies)

## Descripción

### Hábito alimenticio
El abalón rojo es un herbívoro estricto, los adultos y juveniles se alimentan de macroalgas mientras que los estadios o etapas postlarvales de microalgas, en particular de diatomeas bentónicas.
Los abalones pueden detectar alimento a distancias cortas, tras la detección del alimento el abalón se desliza lentamente hacia él, tanteando el terreno, hasta llegar al alga. Posteriormente levanta su pie y se ubica sobre el alga para agarrarse a esta. Luego, consume el alga con sus pequeños dientes rasposos y su lengua (rádula), que a menudo mide un tercio de la Longitud Total (LT) del cuerpo del animal. Si se le perturba mientras se alimenta, el abalón se contrae instantáneamente, tirando de su concha sobre su cuerpo blando. En esta posición es difícil para la mayoría de los depredadores sacar al abalón de su sustrato.

### Comportamiento
El abalón lleva un estilo de vida sedentario, permaneciendo en una misma zona toda su vida.
Se desplaza arrastrando su enorme pie muscular, cuya superficie suele ser igual al diámetro de la concha. Se trata, por tanto, de una "enorme ventosa" muy potente con una considerable adherencia a la superficie. Gracias a este pie, el abalón tiene una forma extraordinaria de protegerse y hacerse casi invulnerable a sus depredadores, que son principalmente cangrejos de roca, pulpos, peces que se alimentan en el fondo y la nutria marina. Gracias a su pie, puede impulsarse a una velocidad considerable y aferrarse firmemente a una roca.

### Reproducción
Los sexos están separados (dioicos). Las gónadas de las hembras son verdes y las del macho, amarillentas. El desove o expulsión de gametos al medio circundante, ocurre desde mediados de febrero hasta las primeras semanas de abril. Los machos expulsan esperma y las hembras huevos u ovocitos (más de 2 millones en una temporada de desove) al agua. En diez días, las larvas llamadas velígeras, nadan libremente, se depositan en el fondo, y en dos meses, se convierten en adultos de pequeño tamaño. A la edad de un año, un abalón mide aproximadamente una pulgada, y en cuatro años alcanza la madurez sexual, con unas cinco pulgadas de longitud.

## Descripción de concha
La longitud de la concha del abalón rojo puede alcanzar un máximo de 31 cm, lo que lo convierte en la mayor especie de abalón del mundo.
El caparazón es grande, grueso, con forma de cúpula y suele estar cubierto de percebes, vegetación (algas) u otros crecimientos marinos (también llamados organismos incrustantes o fouling o biofouling), lo que dificulta la observación del color y la escultura del caparazón. El exterior suele ser de un color rojo ladrillo apagado. Normalmente la concha tiene de tres a cuatro agujeros ovalados ligeramente elevados o poros respiratorios, aunque se han encontrado ejemplares sin agujeros y otros con más de cuatro. Estos agujeros conforman lo que se conoce como selenizona, que se forma a medida que la concha crece. El interior de la concha aparece pulido y es fuertemente iridiscente. En las conchas de la mayoría de los abalones rojos es fácilmente visible una cicatriz muscular central y prominente que marca el lugar donde se adhiere el fuerte músculo columelar de Haliotis rufescens.
Esta especie se utilizó como sujeto en un estudio del desarrollo microscópico del nácar. Es conocido también que esta especie produce perlas naturales encontradas en 1 de cada 100.000 ejemplares silvestres según la Cultured Pearl Asociation of America CPAA y sus publicaciones el Pearls-Guide.com. Desde el 2012 el grupo de investigación liderado por el PhD Ruben Araya Valencia comenzaron el trabajo de por primeras vez cultivar pelas en esta especie lográndolo con promisorios resultados reconocidos por el Gemological Institute of America (GIA) referente mundial en gemología.

## Anatomía externa de partes blandas
Por debajo del borde de la concha, se puede ver el epipodio negro y los tentáculos. La parte inferior del pie es de color blanco amarillento.

## Proporción de sexos
Se sabe que las hembras de las especies de moluscos dioicos son más comunes que los machos. En las poblaciones que sufren la depredación humana por la pesca, esta diferencia puede agravarse, como ocurre con las poblaciones de Haliotis rufescens. Entre 1972 y 1973, los investigadores que estudiaron las poblaciones de abalón rojo en la Estación del Faro de Point Cabrillo y en el Parque Estatal Van Damme descubrieron que a los niveles en que se desarrolla la depredación humana sobre estos, tiene profundos efectos en la estructura de clases de edad de cada población. Durante muchos años, los abalones en Van Damme fueron objeto de una pesca intensiva y la estructura de la población reflejaba una notable falta de individuos de mayor tamaño y edad. En Point Cabrillo, sin embargo, la recolección de abalón se detuvo durante algún tiempo, y las poblaciones del abalón rojo mostraron el desarrollo de una estructura natural de clases de edad y proporción de sexos.

## Enfermedades
Los abalones rojos están sometidos a una enfermedad crónica, progresiva y letal: el síndrome de marchitamiento o enfermedad de desgaste del abalón, causada por procariotas del tipo Rickettsiales. Esta enfermedad ha tenido históricamente un efecto nefasto sobre la especie en general, diezmando las poblaciones en su hábitat nativo. En la actualidad, no se conocen bien los efectos del síndrome de marchitamiento en las poblaciones actuales, pero éstas siguen siendo bajas. Se ha demostrado que las elevadas temperaturas del agua aceleran la progresión y la transmisión del síndrome de marchitamiento en los individuos infectados. Los abalones expuestos que experimentan inanición a 18 °C tienen muchas más probabilidades de infectarse que los individuos expuestos a 12,3 °C. Esto se demostró en un estudio de 2005, que fue el primero en indicar que la temperatura tiene un efecto significativo en la transmisión del síndrome de marchitamiento inducido por Rickettsias.

## Relación con el ser humano
El abalón rojo se ha utilizado desde la prehistoria: se han encontrado conchas de abalón rojo en yacimientos arqueológicos de las Islas del Canal datados en casi 12.000 años. Los conchales de abulón rojo -depósitos de residuos en los que las conchas de abulón rojo son un componente importante- son abundantes en los yacimientos arqueológicos de las Islas del Canal del Norte, datados entre hace unos 7.500 y 3.500 años. Los nativos americanos Chumash también recolectaban esta especie a lo largo de la costa de California Central en la época anterior al contacto. Los Chumash y otros indios de California también utilizaban las conchas de abulón rojo para fabricar diversos anzuelos, cuentas, adornos y otros artefactos.
Debido a que es una especie comestible, de carne alta en proteína, es que se ha introducido en algunos países para su cultivo controlado.
H. rufescens posee la enzima BG100, que se encuentra sus vísceras, esta enzima ha sido de interés biotecnológico por el FBI y otras agencias de seguridad internacionales, ya que sirve para el análisis de drogas. Esto es, analizar su presencia en la orina y la sangre, tanto de humanos como de animales, y para realizar pruebas antidopaje y de consumo de drogas.

## Historia de enfermedades

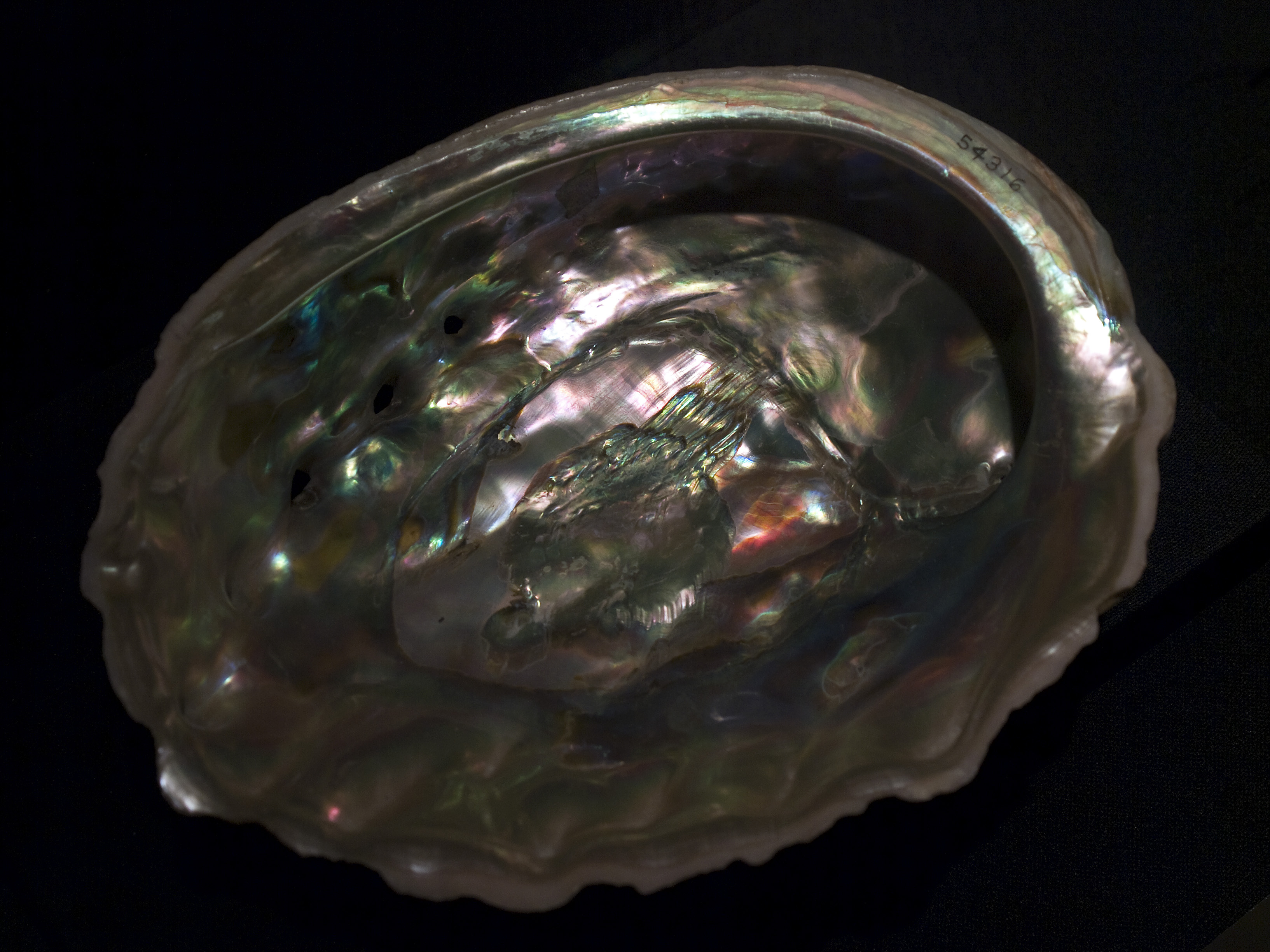
Vista interior de la concha de una oreja de mar roja.

En la década de 1980, un empleado del Departamento de Pesca y Vida Silvestre de California que se dedicaba a la cría privada de abalones en California importó algunos abalones sudafricanos (Haliotis midae) y no los puso en cuarentena. Con los abalones se introdujo el gusano poliqueto no nativo Terebrasabella heterouncinata. Este gusano se escapó al océano en Cayucos, California, donde se había establecido una granja de abalones desde hacía tiempo. También entró en la naturaleza en muchos otros sitios. Científicos de la Universidad de California en Santa Bárbara y del Departamento de Pesca y Vida Silvestre se unieron al personal de la granja de abalones y a muchos voluntarios para erradicar la plaga.
Poco después, apareció otra enfermedad del abalón en la isla de Santa Cruz. Se extendió a las demás islas del Canal de California y al continente. Esta enfermedad bacteriana resultó ser devastadora tanto para las poblaciones silvestres como para las de cultivo. Se denominó "síndrome de marchitamiento" porque los abalones morían de hambre incluso cuando el alimento era abundante. Esto se debía a que la bacteria infestaba el tracto digestivo de los abalones e impedía la digestión y absorción del alga marina, la principal fuente de alimento del abalón. La bacteria pertenece a la familia Rickettsiaceae.
Casualmente, el síndrome de marchitamiento apareció por primera vez unos años después de la importación de H. midae en California, cerca de Smugglers Cove, en la isla de Santa Cruz, junto a la zona en la que se cosechaban algas para una granja de abalones en Port Hueneme, California. Su propagación fue favorecida por el Departamento de Pesca y Caza, que plantó abalones infectados en la naturaleza al norte de Point Conception.
Esta bacteria ataca a varias especies de abalón. Provoca la atrofia de las vísceras y del músculo del pie, causando letargo e inanición. El abalón infectado no puede desplazarse por el sustrato ni enderezarse al volcarse. La enfermedad es mortal.
El síndrome de marchitamiento, la sobrepesca y la pérdida de hábitat han sido los responsables de la inclusión del abalón negro y el abalón blanco en la lista de especies en peligro de extinción. El Servicio de Pesca y Vida Silvestre de los Estados Unidos va a iniciar un programa de reintroducción del abalón. El síndrome de marchitamiento ha afectado a todas las explotaciones de abalón de California en un momento u otro, y también se ha propagado a Islandia e Irlanda por la exportación de abalón rojo de California, H. rufescens, infectado.
Los abalones exportados a Israel antes de la importación de H. midae a California no presentaban el síndrome de marchitamiento. El abulón negro, el abulón rojo, el abulón verde, el abulón blanco y otras dos especies de abulón han desaparecido prácticamente del sur de California debido al síndrome de marchitamiento, mientras que las poblaciones del norte de California han seguido siendo más numerosas debido a las aguas más frías. El abalón verde y el abulón blanco ya no son comunes en el norte de California, mientras que antes eran numerosos en el sur, y el abulón negro podría extinguirse en un futuro próximo.

## Acuicultura
Debido a la destrucción de la mayoría de las poblaciones salvajes, la cría de abalones se ha convertido en un negocio en auge. A diferencia de algunas operaciones de acuicultura, la cría de abalones se considera una forma de acuicultura sostenible. Se utilizan pocos productos químicos en el proceso y los abalones se alimentan con algas cosechadas localmente, que enseguida vuelven a crecer en abundancia.

### Acuicultura en Chile

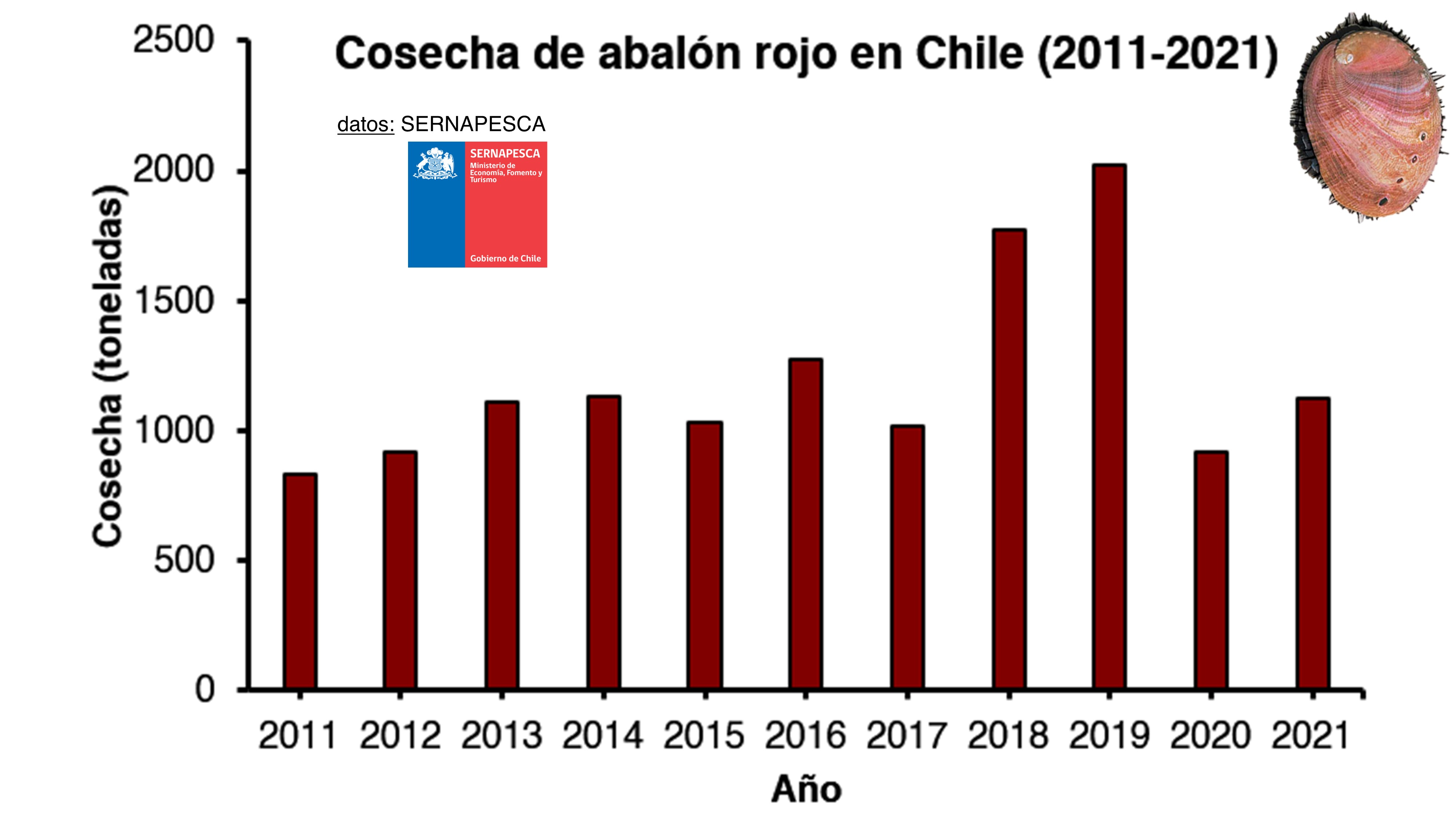
Cosecha anual de abalón rojo en toneladas entre los años 2011 y 2021 en Chile

### Cosecha salvaje
En 1916 comenzó la documentación de la pesquería moderna de California. La pesca de estas poblaciones de abulón alcanzó su punto máximo en los años 50 y 60 y fue seguida por un descenso de las cinco especies de abulón: rojo, verde, rosa, blanco y negro. Antes de este momento, la pesquería parecía sostenible con el aumento de las especies que se podían pescar y la ampliación de las zonas de pesca. Las enfermedades y la recuperación de las poblaciones de nutrias marinas contribuyeron al declive del abalón, y la Comisión de Caza y Pesca de California puso fin a la pesca del abalón en 1997.
En el norte de California, sin embargo, la pesca comercial sólo fue legal durante tres años, durante la Segunda Guerra Mundial. Por ello, en el norte de California sigue existiendo una pesca recreativa. Dado que el buceo para recolectar abulón está prohibido, la pesca consiste en recolectores de orilla que buscan en las rocas durante la marea baja, y buceadores libres que utilizan el buceo con respiración asistida para buscarlos. Esto crea esencialmente una reserva para el abalón en el agua por debajo de los 30 pies (9 m), donde pocos buceadores son lo suficientemente hábiles para ir. Actualmente, la talla mínima legal es de 18 cm y se pueden capturar tres ejemplares al día. También existe un límite legal anual de 12 abalones por persona, de los cuales sólo se pueden capturar 9 en el condado de Sonoma.

## Referencia traducción
- Esta obra contiene una traducción  derivada de «Haliotis rufescens» de Wikipedia en inglés, concretamente de esta versión, publicada por sus editores bajo la Licencia de documentación libre de GNU y la Licencia Creative Commons Atribución-CompartirIgual 4.0 Internacional.